# Wolisko (jezioro)
Wolisko lub Walisko – jezioro w Polsce, położone w województwie warmińsko-mazurskim, w powiecie giżyckim, w gminie Kruklanki.

## Położenie
Według regionalizacji fizycznogeograficznej Polski jezioro leży na Pojezierzu Ełckim, natomiast według regionalizacji przyrodniczo-leśnej – w mezoregionie Puszczy Boreckiej, w dorzeczu Ełk–Biebrza–Narew–Wisła'. Od strony wschodniej wypływa niewielki ciek wodny o nazwie Woliszanka w kierunku jeziora Łękuk. Nad jeziorem położona jest miejscowość Wolisko.
Jezioro leży na terenie obwodu rybackiego jeziora Walisko w zlewni rzeki Ełk – nr 12. Znajduje się na terenie Obszaru Chronionego Krajobrazu Puszczy Boreckiej o łącznej powierzchni 22 860,9 ha.

## Morfometria
Według danych uzyskanych poprzez planimetrię jeziora na mapach w skali 1:50 000 według Państwowego Układu Współrzędnych 1965, zgodnie z poziomem odniesienia Kronsztadt powierzchnia zbiornika wodnego to 13,5 ha, a wysokość bezwzględna lustra wody – 175, m n.p.m.
Według danych Instytutu Rybactwa Śródlądowego maksymalna głębokość zbiornika wodnego to 8,6 m, a objętość jeziora wynosi 620,2 tys. m³. Zgodnie z badaniem z 1991 roku przyznano akwenowi II klasę czystości.